# Антон Козаров
Антон Николов Козаров е български юрист, областен управител в Бургас и Скопие.

## Биография
Антон Козаров е роден в 1894 година в Казанлък. По образование е юрист. Участва в Балканската война и Първата световна война. За отличия и заслуги е награден с орден „За заслуга“. В 1923 година е назначен за председател на Окръжната постоянна комисия, която е постоянно действащ орган към Областния съвет – Бургас и заема поста до 1934 година. По време на българското управление във Вардарска Македония в 1941 – 1944 година е областен директор на Скопската и Битолската област. В 1943 година е назначен за директор на полицията.
След Деветосептемврийския преврат в 1944 година е съден от Петия върховен състав на така наречения Народен съд. Получава смъртна присъда и е екзекутиран.